# 安藤笑
安藤 笑（あんどう えみ、1995年8月7日 - ）は、日本のアイドルタレント、モデル。アクアルナ・エンターテイメント所属。愛知県豊田市出身。愛知教育大学教育学部卒業。
キャレス ボーカル＆ダンススクール名古屋校出身。過去にはNEXT GENERATIONやPENTY'Sモデル、アイドルとしてはCUTE×BEAT、Star☆T、愛乙女☆DOLL、Jewel☆Ciel、Ange☆Reveなどのメンバーを歴任した。

## 略歴
2004年
- 5月5日、MOTHER HALLで開催された「KID'S DREAM 2004」にて協賛会社茜丸賞を受賞[3]。

2005年
- 3月20日、神戸ハーバーランド モザイク 海の広場で開催された「モザイクダンスフェスティバル」にGoo☆Goo☆アイスクリームのメンバーで出演[4]。
- 11月19日、スターライトオーディションKANSAI2005でグランプリ獲得。PENTY'Sオーディション「2006春夏ネットモデル」名古屋地区合格[5]。
- 11月、ヴィジョンファクトリー（現: ライジングプロダクション）と養成契約[6][7]。この時期、大好きだった安室奈美恵に挨拶でき、度々話しかけたくれたことが「一生の思い出」となる[8]。

2006年
- 6月18日、読売テレビの番組「スタぴか! THOSE★AMAZING★KIDS!」で新ユニット「miracle」[9]を組み活動[10]。

2007年
- キャレスボーカル＆ダンススクール名古屋校ユニット「FLASH」で活動[11]。

2008年
- CUTE×BEAT初期メンバーとして活動[12]。

2011年
- 地元愛知県豊田市のご当地アイドル『Star☆T』加入[13]。
- 12月18日、「ハイブリッドフェスタ2011」にてステージデビュー[14]。

2012年
- 4月16日、Star☆Tオフィシャルブログ初投稿[15]。

2013年
- 5月26日、「いまdeしかIDOL FESTIVAL☆」の出演をもって学業に専念するため芸能活動を休止[16]。

2014年
- 4月19日、Star☆Tに復帰することを発表。[17]
- 4月26日、「とよたエコフルタウン祭＆とよたガーデニングフェスタ ☆安藤笑復帰イベント」の出演をもって活動再開。[18]
- 9月29日、アメーバブログ「ぇみちぃBLOG♡」初投稿。[19]

2016年
- 6月18日、7月末をもってStar☆Tを退団することを発表。[20]
- 7月18日、８月よりArcJewelに移籍し、愛乙女☆DOLLの新メンバーとして活動することを発表。[21]
- 7月31日、「Star☆T定期ライブ［名古屋ワンマン４］(安藤笑退団記念ライブ)」をもってStar☆Tを退団。[22]
- 8月1日、ArcJewelに移籍し、愛乙女☆DOLLに加入。[23]
- 8月5日、「TOKYO IDOL FESTIVAL2016」HOT STAGE出演をもって愛乙女☆DOLLメンバーとして活動開始。[24]
- 12月3日、SHOWROOM「安藤笑のほほえみ部屋」初の個人配信を行った。[25]
- 12月15日、週刊ヤングジャンプ「サキドルエースSURVIVAL SEASON6」に参加。2017年3・4合併特大号にグラビア掲載。[26] [27]

2017年
- 9月29日、「週刊アスキー 秋葉原限定版」で初めての表紙を飾る。[28]
- 11月30日、「動画配信Live.me」初の個人生配信を行った。[29]

2018年
- 4月23日、鶴見萌（元・虹のコンキスタドール）、沖口優奈（マジカル・パンチライン）とともに期間限定美脚スレンダーロックユニット「MEY」を結成。[30]
- 6月15日、「MEY」のオリジナル楽曲「Shine」のMVが公開。[31] @JAMナビゲーターユニット”MEY”「Shine」
- 7月4日、愛乙女☆DOLLの卒業と2018年夏デビューの新グループJewel☆Cielに移籍を発表。[32]
- 7月8日、期間限定ユニット 「MEY」の完全生産限定のシングル「Shine」発売。[33]
- 8月5日、「TOKYO IDOL FESTIVAL2017」SMILE GARDENステージ出演をもって愛乙女☆DOLLを卒業。[34]
- 8月12日、「新グループ「Jewel☆Ciel」お披露目ライブ！」の出演をもってJewel☆Cielメンバーとして活動開始。[35]
- 8月26日、「@JAM EXPO 2018」にてMEYメンバーとして、メインステージ(ストロベリーステージ)登場。[36]
- 12月25日、あきかるモデルの新メンバー入りを発表。[37]

2019年
- 3月13日、LINE LIVE番組「LINE LIVE☆アイドル図鑑『ぴんすぽ』」に初出演。[38]
- 4月11日、定期公演にて新曲「ふたりサイダー」の振り付けを監修したことを発表。[39]
- 4月17日、トーク番組「渋谷LOFT9アイドル倶楽部vol.3」に出演。[40]
- 4月30日、公私共に仲良しである胡桃沢まひるのディアステージ7周年記念イベント「胡桃沢まひる7周年イベント～7th HEAVEN〜」にゲスト出演。[41]
- 6月16日、白井那奈のニコニコチャンネル「なあがぼーっとするだけのなにか」にゲスト出演。[42]
- 7月1日、「あきかる No.32」で表紙を飾る。 [43]
- 8月10日、「Jewel☆Ciel1周年記念＆安藤笑バースデーライブ」で着用した生誕衣装は佐藤春奈（アイドルカレッジ）が制作。[44]
- 12月25日、テレビ愛知にて中古車買取店「車を売るならアップルワールド！」のCM放送開始。[45]

2020年
- 5月23日、「IDOL MISSCON 2020」のファイナリストにエントリー。[46]
- 5月28日、タイのFacebook Live「Siamdol Talk EP.05」にゲスト出演。[47]
- 9月1日、あきかるレギュラーモデルに昇格。[48]
- 9月7日、歌って踊って活躍する現役アイドルや元アイドルのグラビア企画「LIG（LIVE IDOL GRAVURE）」に参加。[49]
- 9月8日、「IDOL FILE Vol.18 BIKINI」サイン会に出演。[50]
- 9月21日、「ArcJewel Premium LIVE 2020」にて12月27日の卒業LIVEをもってJewel☆Cielを卒業することを発表。[51]
- 10月12日、「 LIG presents 渋谷LOFT9高校アイドル部vol.1」でMC担当。[52]
- 11月23日、ACUOD by CHANUのファッションショーに出演。[53]
- 12月27日、「Jewel☆Ciel 安藤笑 卒業公演 ～僕らは～」にてラストライブを行った。[54]
- 12月31日、SNSやブログ等の更新をもってJewel☆Cielを卒業するとともに、アイドル活動を終了。[55]

2021年
- 2月7日、純情のアフィリアメンバー寺坂ユミの生誕イベント「寺坂ユミ Birthday Live 2021」にゲスト出演。[56]
- 3月31日、ArcJewelを退所し、7月末までアクアルナ・エンターテインメントに所属することを発表。[57]
- 8月1日、「AJ祭2021～10 CHRONICLE～」に出演。[58]
- 9月27日、Ange☆Reveの新メンバーとして10月1日「TOKYO IDOL FESTIVAL2021」出演から活動開始することを発表。[59]
- 10月3日、「週末えんじぇる〜新体制お披露目公演〜」にて活動開始。[60]

2022年
- 1月23日、「寺坂ユミ Birthday Live 2022」にゲスト出演。[61]

2023年
- 8月15日、愛迫みゆ引退式ーごめんねよりありがとうー」にゲスト出演。[62]

2024年
- 1月～2月、Ange☆Reveとして4thツアー「aile」に出演。[63]
- 集英社『週刊プレイボーイ』2024年12月9日号No.50にグラビア掲載。外ロケでの撮り下ろし水着グラビアはこれが初となる[8]。

2025年
- 6月28日のライブをもってAnge☆Reveを卒業[64]。

## 人物

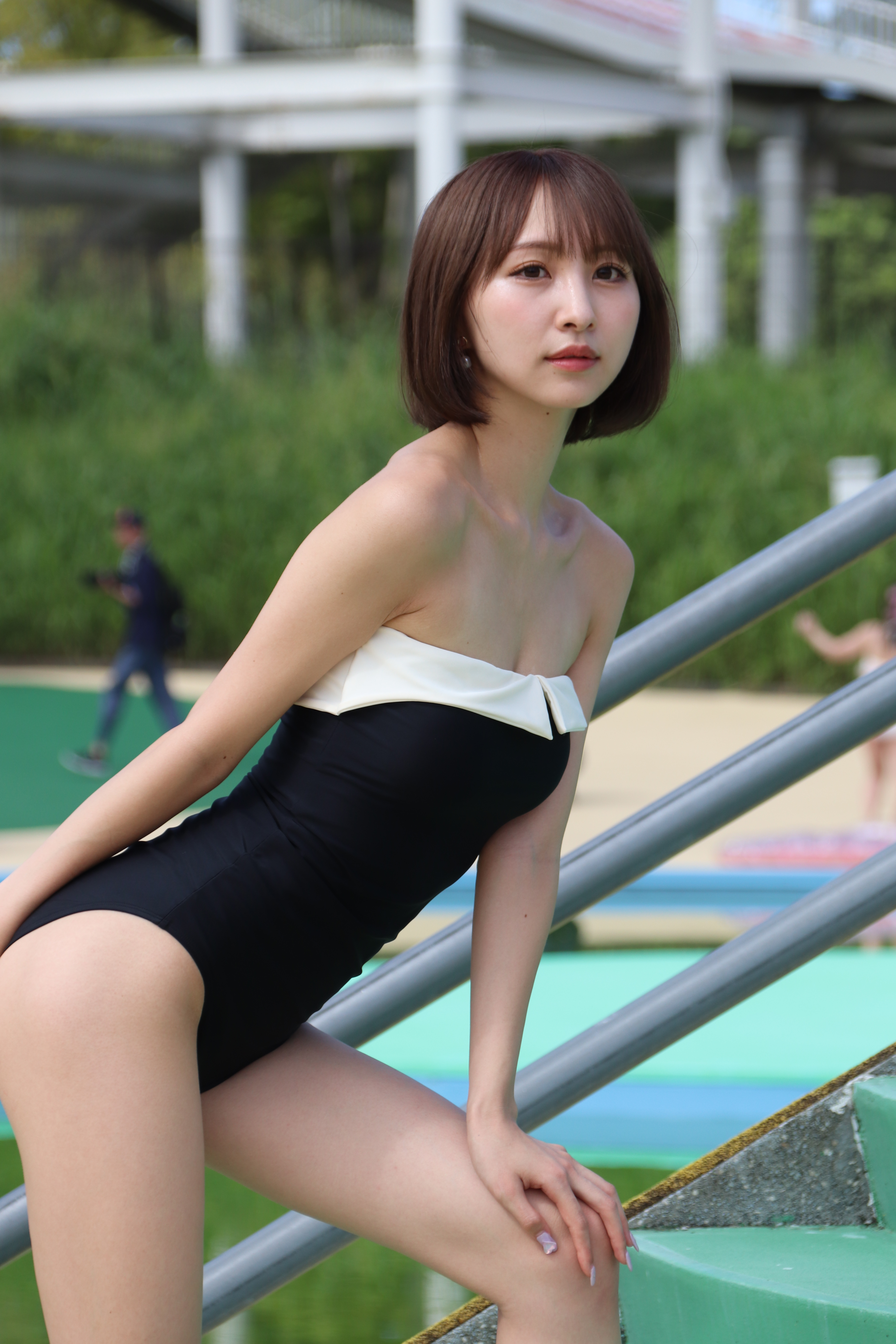
水着姿など素肌を露出する仕事にNG無しと話す安藤（2023年撮影）

- 幼稚園教諭二種、小学校教諭一種、中学校教諭一種免許を持っている[65][66]
- 座右の銘は「心構えこそが全て」[67]
- 得意なスポーツはダーツ、ビリヤード[68]
- 趣味はギター[69]、カフェ巡り[70]
- 水着撮影会でドアラをオマージュしたコスチュームで登場するほどの中日ドラゴンズファン[71]。

- 好きな色は白[72]

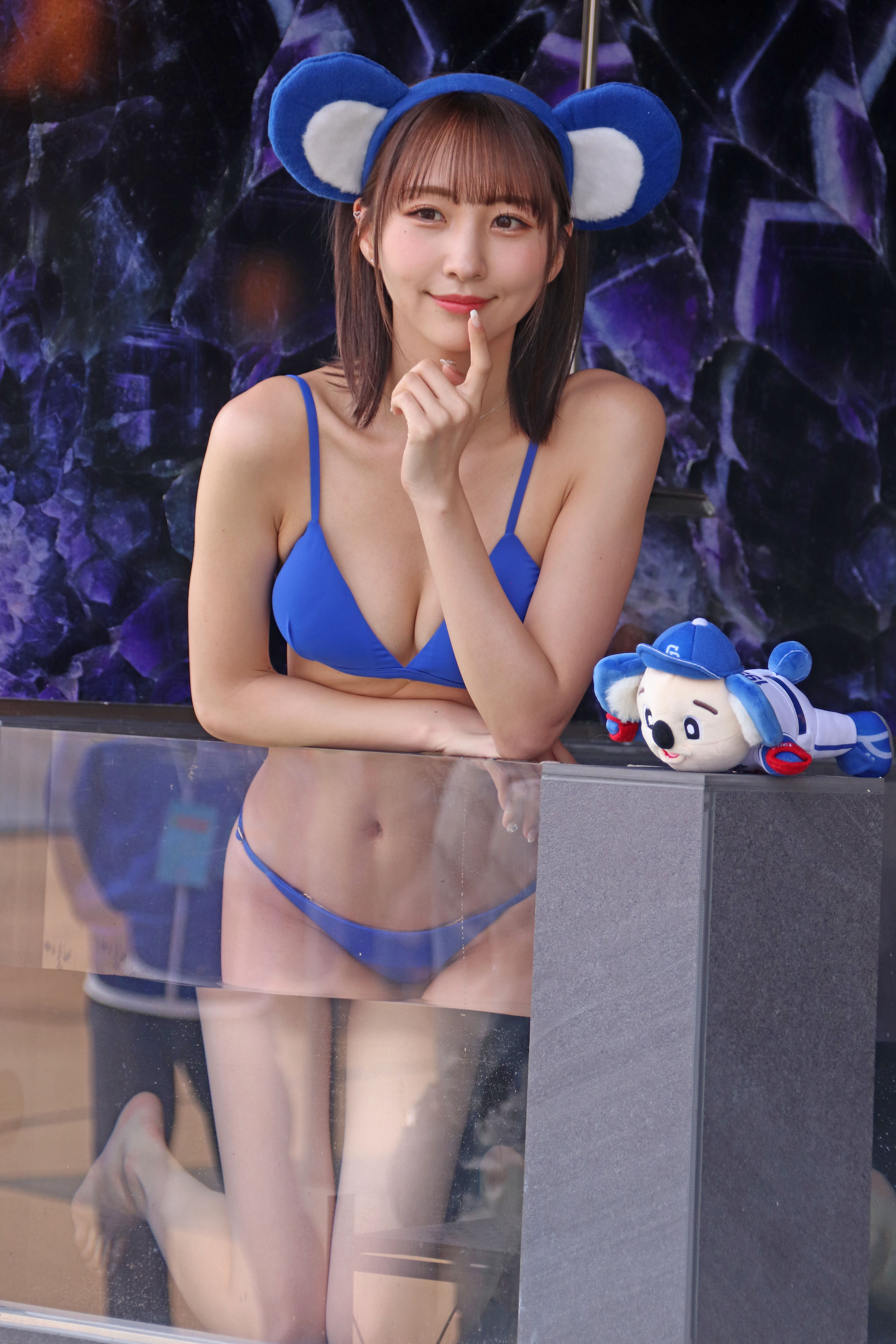
中日ドラゴンズファンであるドアラスタイルの安藤（2024年撮影）

- 好きな動物は犬 (2025年現在ぽてち、せんべいと言う2匹のチワワを飼っている。)
- 嫌いな動物は鳩(SNS、ラジオ等で度々公言している程。)
- 好きな漬物はたくあんと柴漬け[73]
- 好きな本は推理小説[74]とファッション雑誌
- 好きなお笑い芸人はぺこぱ、チョコプラ、四千頭身、パンサー[75]
- 好きな芸能人はaiko[76]、少女時代、SHINee、安室奈美恵、佐々木希、三浦春馬[77]
- カラオケ十八番はaiko『二人』[78]
- 合言葉は、エモーレ[79]、スイーツ部活動中
- Star☆T、愛乙女☆DOLL時代での担当カラーは紫。自身にとっても紫は愛着のある色である
- 捨てられない物はパジャマ[80]
- 韓国ハーフを公表している[81]。
- 家族には弟が3人いる[82]
- 特技は弟の耳掃除[83]
- 暑がりで軽装を好む。本人は「地球が暑いんです」と答えている。

## 作品

### 写真集
- フォトブック LIG collection 01 安藤笑（2020年9月28日発売、LIG）[84]
- デジタル写真集 週プレPHOTO BOOK 安藤笑「笑う門には！」（2024年11月25日発売、集英社、撮影:  LUCKMAN）

## 出演

### イベント
- アイドル横丁夏まつり!!〜2018〜 （2018年7月7日、横浜赤レンガパーク）- グラドル横丁[85]
- 渋谷LOFT9アイドル倶楽部vol.3（2019年4月17日、LOFT9 Shibuya）[86]
- 胡桃沢まひる7周年イベント～7th HEAVEN〜 （2019年4月30日、秋葉原ディアステージ）ゲスト出勤、コラボステージ[87]
- 「IDOL FILE Vol.18 BIKINI」サイン会（2020年9月8日、書泉ブックタワー）[88]
- LIG presents 渋谷LOFT9高校アイドル部（Loft9 shibuya）通称”リグ”がお届けする安藤とキクチウソツカナイのMCでゲストを迎えるトークイベント

- 2020年10月12日vol.1,11月30日 vol.2、12月21日 vol.3
- 2021年2月15日vol.4、5月24日vol.5、8月19日vol.6、9月29日vol.7、10月11日vol.8、11月15日vol.9、12月13日vol.10
- 2022年1月17日vol.11、9月12日vol.12、2023年1月11日vol.13
- ACUOD by CHANU 2021年春夏コレクションファッションショー（2020年11月23日、青山）[90]
- 愛迫みゆ生誕祭2020～僕だけじゃ描けない世界～（2020年12月1日、AKIBAカルチャーズ劇場）[91]
- 寺坂ユミ Birthday Live 2021（2021年2月6日、渋谷REX）[92]
- Star☆Tライブ at KENTRY vol.23 [牧野凪紗ソロライブシリーズⅣ]（2021年6月4日、LIVE&KARAOKE KENTRY）スペシャルゲスト [93]
- 信野樹奈 Tokyo Birthday live 2021（2021年7月18日、東京キネマ倶楽部）[94]
- AJ祭2021～10 CHRONICLE～（2021年8月1日、中野サンプラザホール） [95]
- 星野愛菜 Birthday Live 2021（2021年8月5日、バトゥール東京） [96]
- リグカフェ3開催記念 安藤笑 特典会（2021年9月13日、Loft9 shibuya）[97]
- Star☆Tデビュー10周年記念ライブ Day2（2021年12月26日、豊田産業文化センター）[98]
- 佐野友里子卒業記念SP！もっとでっかくDECADOLL‼（2022年1月16日、Zepp DiverCity(TOKYO)）[99]
- 寺坂ユミ Birthday Live 2022（2022年1月23日、BATUR TOKYO）[100]
- 近代麻雀水着祭2022〜今夜はあなたのフェス〜（2022年4月29日、しらこばと水上公園）[101]
- 信野樹奈 Tokyo Birthday live 2022（2022年5月1日、東京キネマ倶楽部） [102]
- 近代麻雀水着祭2022（2022年9月10日、しらこばと水上公園）[103]
- 珠原海愛バースデーライブ2022～17歳だョ！全員集合♡～（2022年9月25日、東京キネマ倶楽部） [104]
- 安藤笑!!犬山de着物撮影会!!（2022年9月30日、提灯工房＆カフェ みな蔵）[105]
- ユカフィンプロデュース写真展 限定写真集サイン会（2023年2月8日・2月12日、アトリエY原宿）[106]
- 近代麻雀水着祭2023（2023年4月29日、しらこばと水上公園）[107]
- 塩川莉世 birthday live cherish this moment（2023年7月30日、Spotify O-nest）[108]
- 安藤笑誕生日当日特典会（2023年8月7日、共同ビル3階　会議室）[109]
- 愛迫みゆ引退式ーごめんねよりありがとうー（2023年8月15日、品川グランドホール）[110]

MEY(@JAMナビゲーター) 
- @JAM 2018 Day1 （2018年5月26日、Zepp DiverCity (TOKYO)）
- アイドルジェネレーション vol.53 in Zepp Tokyo ～ Rainbow Refrain ～ （2018年6月23日、Zepp Tokyo）
- アイドル横丁夏まつり!!〜2018〜 （2018年7月8日、横浜赤レンガパーク）- 横丁2番地
- TOKYO IDOL FESTIVAL 2018 （2018年8月3日、SMILE GARDEN）
- 汐留ロコドル甲子園2018準決勝第3試合 （2018年8月19日、汐留・日本テレビ 1Ｆ大屋根特設「未来のミライステージ」）
- @JAM EXPO 2018（横浜アリーナ） 【@JAM 2018】MEY(@JAMナビゲーター) コメント動画

- 2018年8月25日 トークステージ、ブルーベリーステージ
- 2018年8月26日 オレンジステージ、ストロベリーステージ、グランドフィナーレ
- @JAM EXPO 2020-2021（2021年8月29日、横浜アリーナ）「歴代期間限定ユニット スペシャルステージ」ストロベリーステージ

### テレビ
- スタぴか! THOSE★AMAZING★KIDS!（2005年4月〜2007年3月、読売テレビ）[111][112]
- ドデスカ（2012年5月3日、メ～テレ）「信長がゆく」コーナー出演 [113] Star☆T メーテレ「 ドデスカ！」出演　5・3
- ラッキー!!（2012年11月16日、中京テレビ）ご当地アイドルバトル出演[114]
- バラ金　最強アイドルへの道～東海地方No.1ご当地アイドル決定戦～（2013年2月22日、東海テレビ）
- えりぬきアイドルがその場で調べるニュースの結論（略して）バラ売り（Kawaiian TV・ニコニコ生放送）

- 2019年4月20日(#83)、7月27日(#89)～11月23日(#97)
- ありがとう！KawaiianTV！見せすぎてネタ尽きましたSP 第2部「バラ売り最終回SP」（2019年11月30日、Kawaiian TV・ニコニコ生放送）
- ミュージックブレイク～#ハミジョ観察記～（2019年11月5日、テレビ東京）
- ～ドルキャノ♡アイドル マチネタ キャノンボール～ (地デジ10ch)

- 2020年3月1日～3月15日 前編「ドルキャノ徒歩移動チキンレース」
- 2020年3月16日～3月31日 後編「ドルキャノ徒歩移動チキンレース」

### ラジオ
- 安藤笑のスナック安藤（2022年10月3日～毎週月曜日、FM NACK5「ラジオのアナ〜ラジアナ」内コーナー）本人単独初レギュラー

### 舞台
- CUTE×BEAT「東野田 PRISON BREAK 少女過激団、歌って踊る第一回公演」（2008年10月〜12月の第1・第3 日曜日、キャレス京橋校 ロフトスタジオ)[115]
- 爆走おとな小学生 第三回特別授業「ヲトメ噺〜女学生見聞録鍵奇譚〜」（2017年12月13日～17日、中目黒キンケロ・シアター)　レイニー役 [116]

### 雑誌
- 週刊ヤングジャンプ 3＆4合併特大号（2016年12月15日発売、集英社）サキドルエースSURVIVAL No.5 サキドルエースSURVIVAL SEASON 6　NO5『安藤笑』
- 週刊アスキー No.1144 秋葉原限定版（2017年9月19日発行、角川アスキー総合研究所）表紙の人 [117]
- ビリヤードCUE'S(キューズ) 2018年3月号(2018年2月4日発売、BABジャパン）- 連載　CUE'Sアイドルビリヤード部活動日誌　第17回活動報告[118]
- ビリヤードCUE'S(キューズ) 2018年5月号(2018年4月4日発売、BABジャパン）- 連載　CUE'Sアイドルビリヤード部活動日誌　第18回活動報告[119]
- ポトレマガジン 2018年5月号 (2018年4月30日発売、アニメストリート) [120]
- ビリヤードCUE'S(キューズ) 2019年1月号(2018年12月4日発売、BABジャパン）- 連載　CUE'Sアイドルビリヤード部活動日誌　第22回活動報告[121]
- ビリヤードCUE'S(キューズ) 2019年5月号(2019年4月4日発売、BABジャパン）- 連載　CUE'Sアイドルビリヤード部活動日誌　第24回活動報告[122]
- あきかる No.31（2019年5月1日発行）メイクページ [123]
- あきかる No.32（2019年7月1日発行）右開きの表紙[43]
- あきかる No.33（2019年9月1日発行）タイアップページ [124]
- あきかる No.34（2019年11月1日発行）右開きの表紙 [125]
- あきかる No.36（2020年3月1日発行）- ファッションチェック [126]
- あきかる No.37（2020年5月1日発行）- ToAliceとのタイアップページ 星野 [127]
- MARQUEE Vol.139 (2020年7月22日発売、マーキー・インコーポレイティド) - 連載：ArcJewel～夢への架け橋！～[128]
- IDOL FILE Vol.18 BIKINI（2020年8月28日発売、シンコーミュージック） - アイドルたちの水着特集[129]
- あきかる No.39（2020年9月1日発行）右開きの表紙 [130]
- あきかる No.41（2021年1月1日発行）バッグの中身コーナー [131]
- AkiCul創刊9周年企画「浴衣写真集」[132]

### ＣＭ
- 中古車買取店「車を売るならアップルワールド！」 (テレビ愛知、2019年12月25日放送開始）- 安藤笑(ArcJewel)、木戸怜緒奈(ノーメイク)、牧野凪紗(豊田星プロ)、嶋﨑友莉亜(豊田星プロ)

### ネット記事
- TOKYO IDOL NET（2017年4月1日、2017年9月22日掲載）
- Pop'n' Roll（2018年12月23日掲載）【対談／グラビア】安藤笑（Jewel☆Ciel）×西葉瑞希（きゅい～ん’ズ）、愛知からスタートしたタイプは真逆「#さい歯ちぃ」コンビの化学反応
- Billiard WebCUE'S (2019年6月22日掲載) アイドルがビリヤードイベントを開催 [133]
- sanspo.com (2020年3月17日掲載) - 【WEEKDAYはグラドル日記(225)】アイドルユニット、Jewel☆Cielの実質的リーダー、安藤笑

### ライブ動画配信
- SHOWROOM配信
  - Star☆Tルーム（2015年1月16日初配信〜2016年7月27日ラスト配信）
  - 安藤笑のほほえみ部屋（2016年12月3日初配信）
  - 安藤笑（愛乙女☆DOLL)@サキドル（2016年12月15日〜12月25日）
  - 愛乙女☆DOLLのLovely Showroom（2017年1月5日初参加）
  - ぇみちぃの提供でお送りします♡（2018年1月4日改名後初配信）
  - ＠JAM応援宣言！「＠JAM THE WORLD」（2018年4月30日 - MEY）
  - AJ祭実行委員リレー配信(ぇみちぃの提供でお送りします♡) - 毎週金曜を担当（2020年3月13日～2020年7月31日）)
  - ＠JAMトークバラエティー"ドルバナ"（2020年10月27日）

- 動画配信Live.me レギュラー配信「安藤笑 ぇみちぃ'sのルーム」（2017年11月30日～2019年7月10日、毎月第2水曜日）[134]

- LINE LIVE☆アイドル図鑑『ぴんすぽ』

安藤 笑 -2019年3月13日(#02) -3月20日(#5) MC:浦えりか
#3月スペシャル -2019年3月29日 MC:浦えりか、レナ。ゲスト:四島早紀、沖口優奈、清水理子、香山あむ
- ニコニコ生放送
  - TOKYO IDOL 発掘中！〜TIF2018・DAY３〜  (2018年8月5日) MC:26時のマスカレイド
  - なあがぼーっとするだけのなにか【バースデーカウントダウンSP！】 (2019年6月16日) 白井那奈のニコニコチャンネル
  - あいサクッ！ (2019年7月12日) MC:はなしょー、アイドルが「作る」をテーマにしたバラエティ番組

- Siamdol Talk EP.05（2020年5月28日、Facebook Live）[135]